# 京成臼井駅

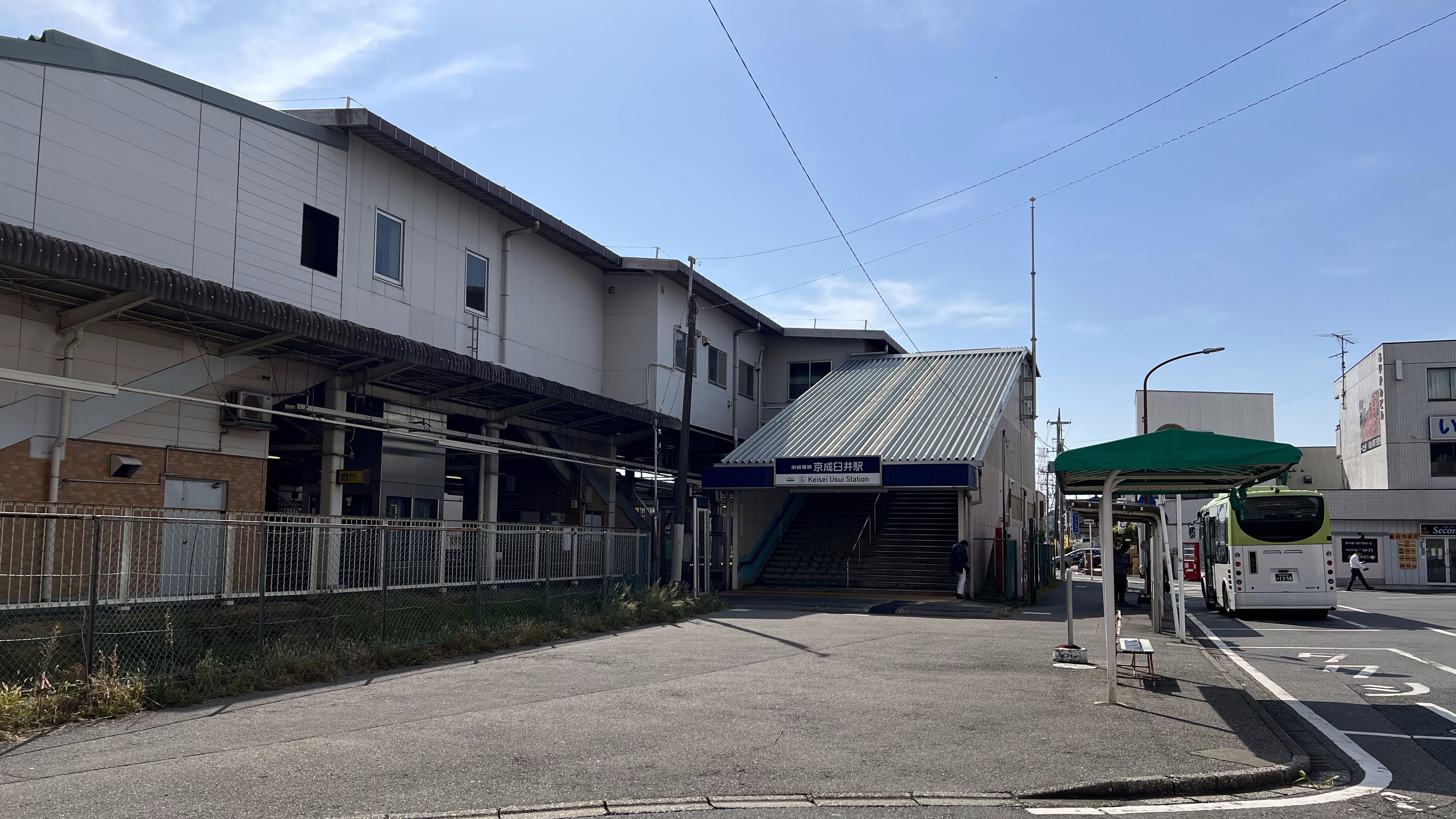
北口（2023年11月）

京成臼井駅（けいせいうすいえき）は、千葉県佐倉市王子台三丁目にある、京成電鉄本線の駅である。駅番号はKS34。

## 駅名の表記

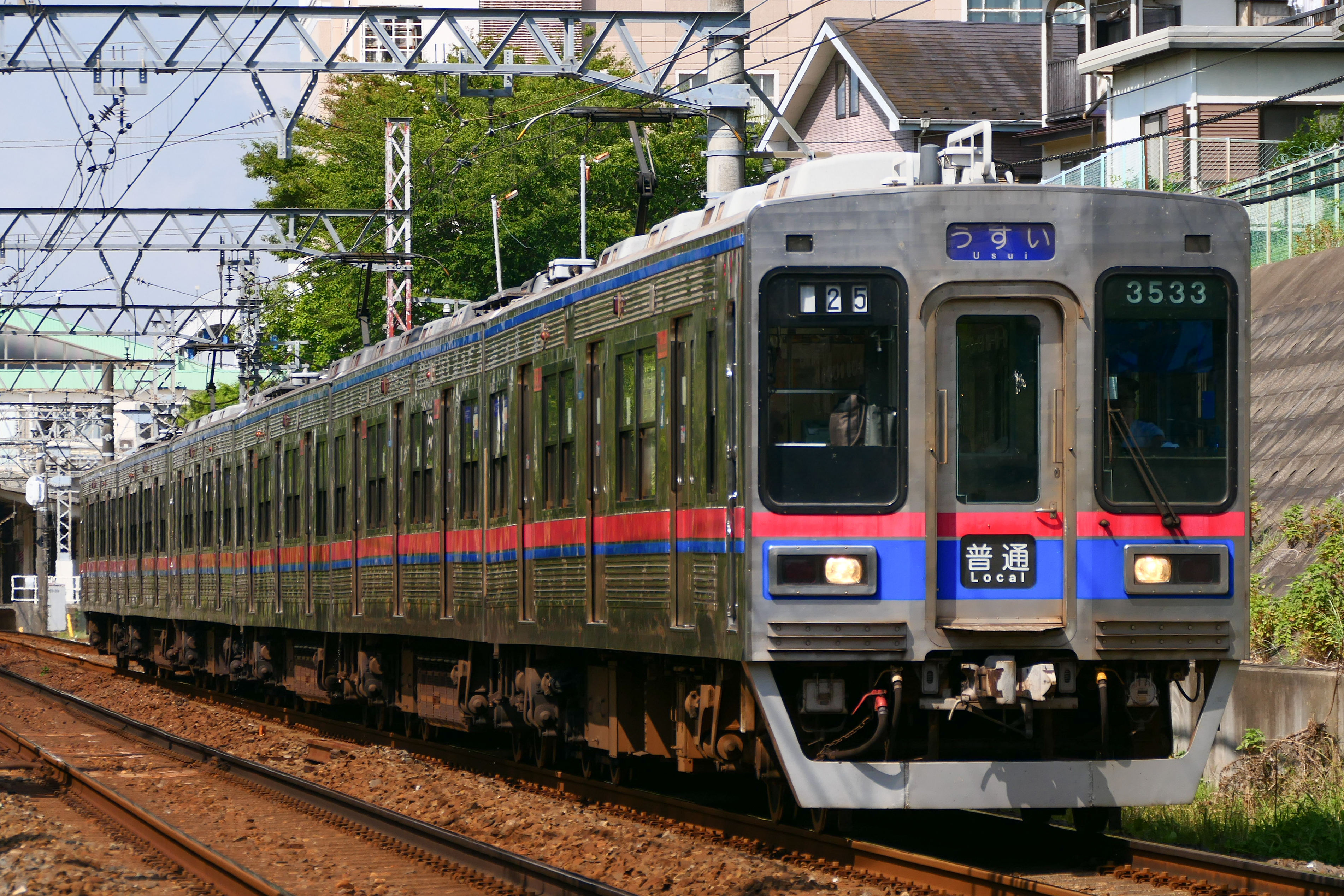
「うすい」の方向幕を表示した京成3500形電車

当駅は長らく、線内路線図・方向幕などの旅客案内においては、平仮名で「うすい」と表記された。平仮名表記は、北総開発鉄道北総・公団線（現：北総鉄道北総線）が開通し、京成高砂駅へ延伸して直通運転が開始されてからは、漢字の見た目が似ている白井駅との誤認を防ぐことにもなった。
その後、2019年より京成電鉄の旅客案内が正式駅名での表記に変更されたことに伴い、以後に更新・新設された案内類や路線図などでは、順次「うすい」から「京成臼井」の表記に変更されている。

## 歴史
- 1926年（大正15年）12月9日 - 臼井駅として開業[2]。開設当初は県道（現・国道296号）と交差する踏切の京成佐倉駅寄りに立地[3]。
- 1931年（昭和6年）11月18日 - 京成臼井駅に改称[2]。
- 1978年（昭和53年）10月1日 - 土地区画整理事業により志津側へ約580メートル（m）移転。同時に橋上駅舎化[3]。
- 1996年（平成8年） - 駅ビル「ViM」営業開始[3]。
- 2002年（平成14年） - ダイヤ改正により通勤特急停車駅となる。

## 駅構造
相対式ホーム2面2線を有する地上駅で、橋上駅舎を持つ。隣のユーカリが丘駅と同じように島式ホーム2面4線に拡張できる用地を備えているが、上下線いずれも待避線が敷設されていない。また、京成佐倉駅方に引き上げ線があり、日中は主に京成上野駅発の各駅停車の折り返しに使用される。有効長は8両編成対応である。
バリアフリー対応として、コンコースとホームを連絡するエレベーターや多機能トイレが設置されている。また、自動改札機設置の有人駅（京成佐倉駅管理）であり、フルカラーLED式発車標がコンコースに1台、上下線ホームにそれぞれ1台ずつ設置されている。トイレはコンコースフロアに設置されており、通常のトイレが上りホームへ下りる階段付近に、多機能トイレが改札口を入って左手に設置されている。
駅舎は「京成臼井駅ビルViM（ユアエルムうすい店）」と名付けられた駅ビルとなっており、ココカラファイン、ダイソーなどが出店している。当初駅ビルはホテルなどを含む地上10階・地下1階建ての大規模なものを建設する予定であったが、現在の形に縮小された。

### のりば
路線名は成田空港線開業後の旅客案内の名称に基づく。
| 番線 | 路線     | 方向 | 行先                                              |
| ---- | -------- | ---- | ------------------------------------------------- |
| 1    | 京成本線 | 上り | 京成船橋・日暮里・京成上野・押上・ 都営浅草線方面 |
| 2    | 京成本線 | 下り | 京成佐倉・京成成田・ 成田空港方面                 |

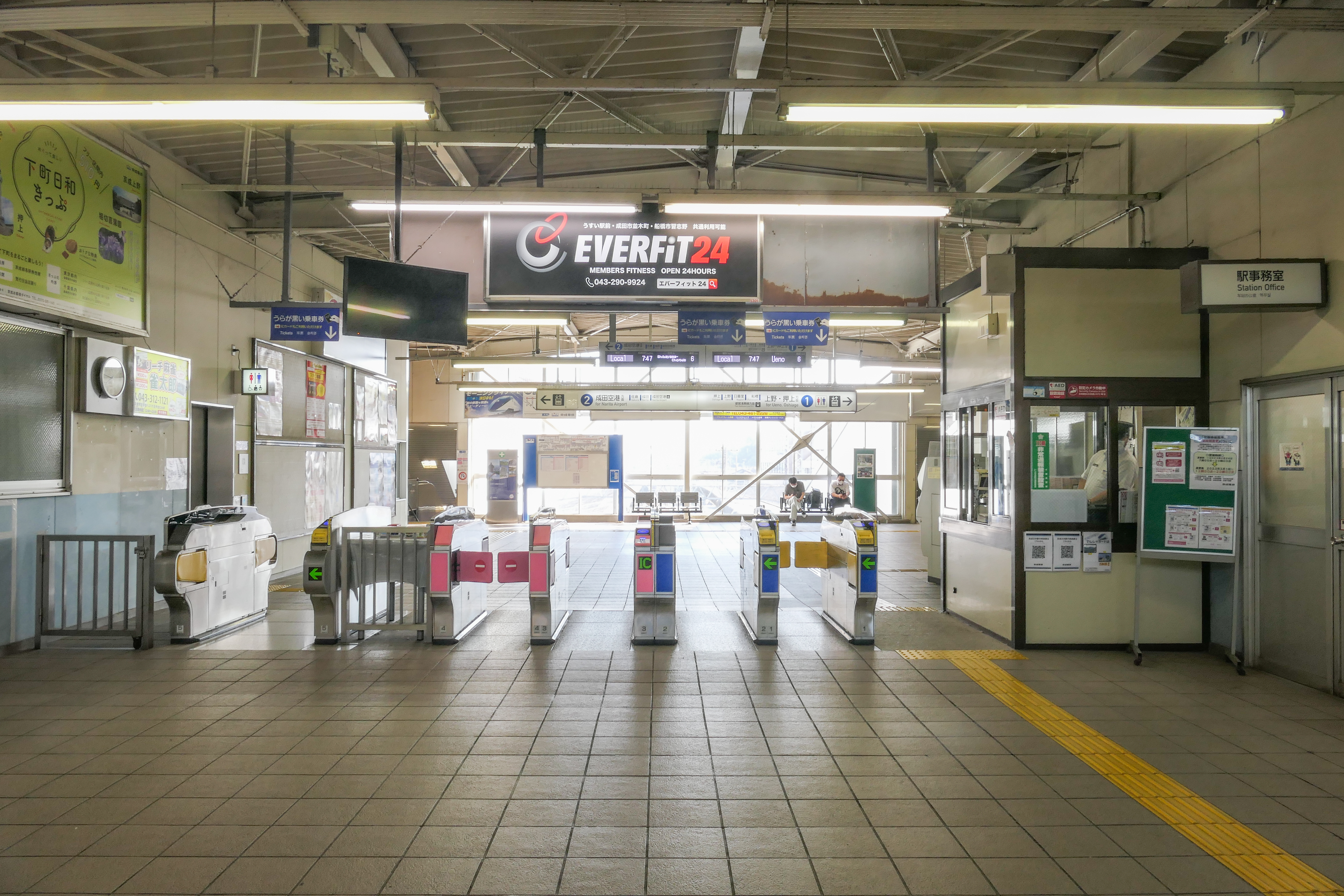
改札口（2023年8月）
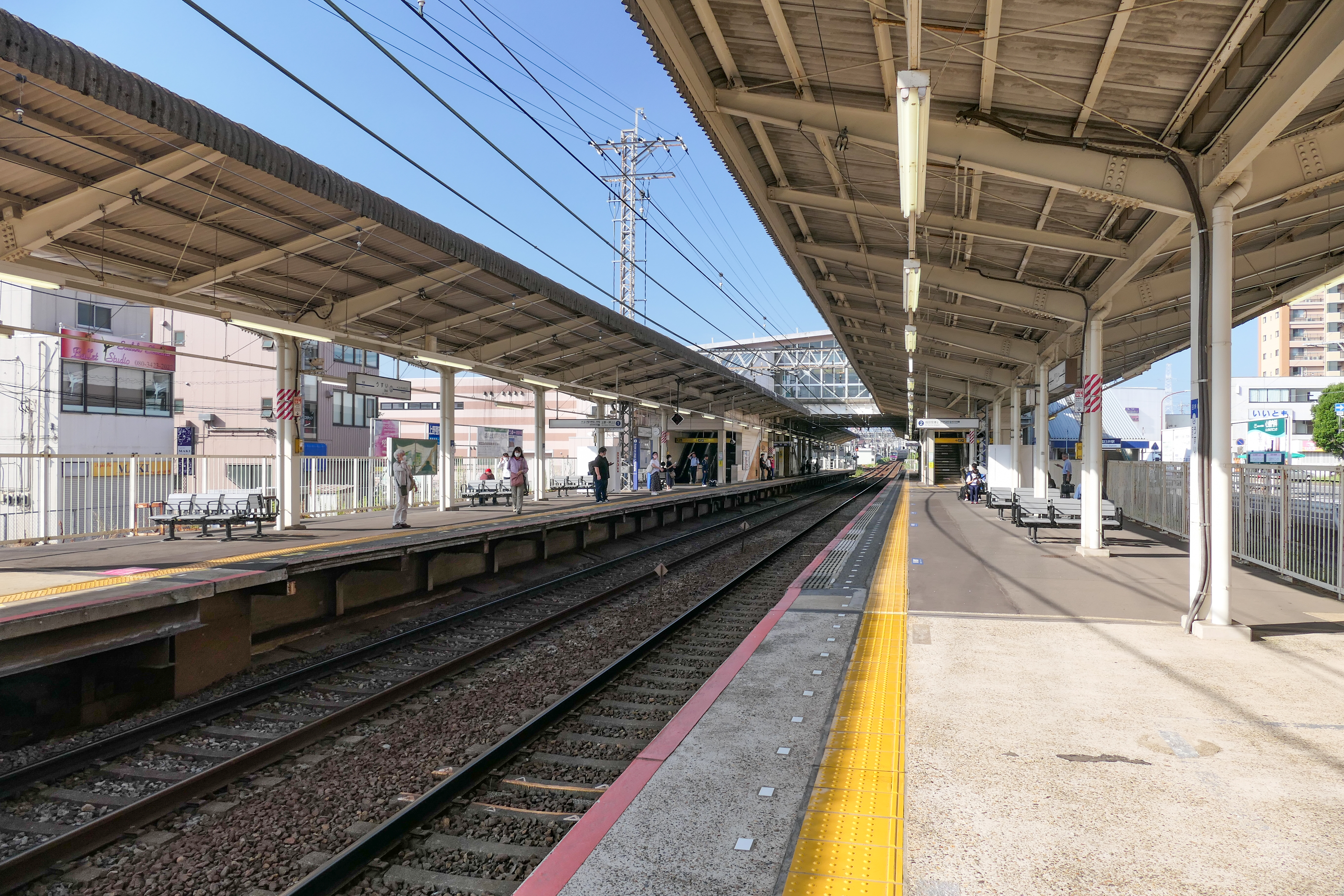
駅ホーム（2023年8月）
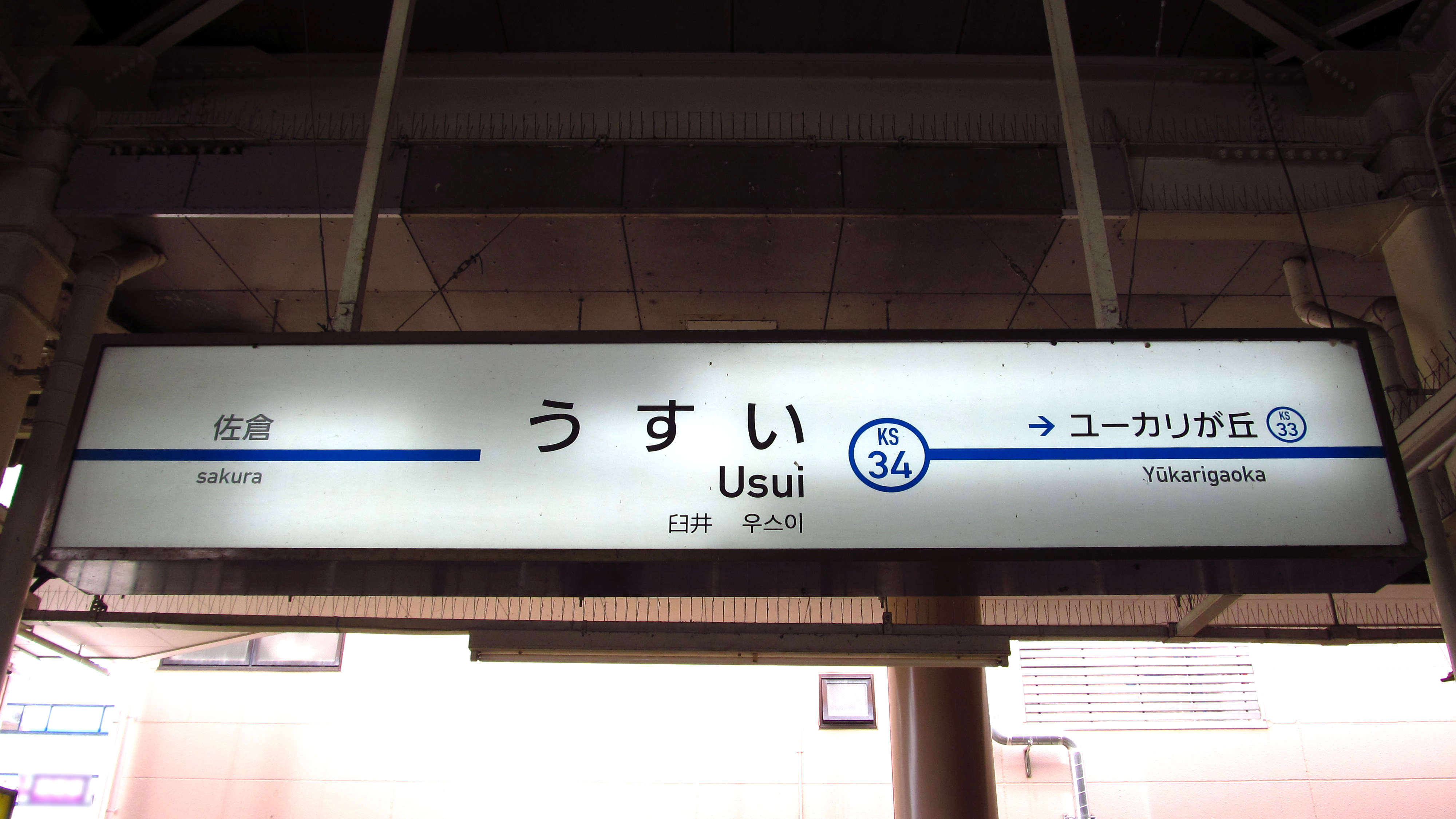
駅名標（2020年7月）

## 利用状況
2024年度の1日平均乗降人員は16,825人である。特急停車駅の京成佐倉駅より多い。
近年の1日平均乗降・乗車人員推移は下表の通りである。
| 年度               | 1日平均 乗降人員 | 1日平均 乗降人員 | 1日平均 乗車人員 | 1日平均 乗車人員 |
| ------------------ | ---------------- | ---------------- | ---------------- | ---------------- |
| 1998年（平成10年） |                  |                  | 14,184           | [ * 2 ]          |
| 1999年（平成11年） |                  |                  | 13,946           | [ * 3 ]          |
| 2000年（平成12年） |                  |                  | 13,634           | [ * 4 ]          |
| 2001年（平成13年） |                  |                  | 13,385           | [ * 5 ]          |
| 2002年（平成14年） |                  |                  | 12,979           | [ * 6 ]          |
| 2003年（平成15年） | 25,681           | [ # 2 ]          | 12,777           | [ * 7 ]          |
| 2004年（平成16年） | 25,437           | [ # 3 ]          | 12,605           | [ * 8 ]          |
| 2005年（平成17年） | 25,076           | [ # 4 ]          | 12,414           | [ * 9 ]          |
| 2006年（平成18年） | 24,654           | [ # 5 ]          | 12,232           | [ * 10 ]         |
| 2007年（平成19年） | 24,283           | [ # 6 ]          | 12,065           | [ * 11 ]         |
| 2008年（平成20年） | 24,116           | [ # 7 ]          | 11,983           | [ * 12 ]         |
| 2009年（平成21年） | 23,386           | [ # 8 ]          | 11,623           | [ * 13 ]         |
| 2010年（平成22年） | 22,742           | [ # 9 ]          | 11,308           | [ * 14 ]         |
| 2011年（平成23年） | 22,017           | [ # 10 ]         | 10,946           | [ * 15 ]         |
| 2012年（平成24年） | 21,854           | [ # 11 ]         | 10,871           | [ * 16 ]         |
| 2013年（平成25年） | 21,985           | [ # 12 ]         | 10,938           | [ * 17 ]         |
| 2014年（平成26年） | 21,124           | [ # 13 ]         |                  |                  |
| 2015年（平成27年） | 21,077           | [ # 14 ]         |                  |                  |
| 2016年（平成28年） | 20,840           | [ # 15 ]         |                  |                  |
| 2017年（平成29年） | 20,639           | [ # 16 ]         |                  |                  |
| 2018年（平成30年） | 20,392           | [ # 17 ]         |                  |                  |
| 2019年（令和元年） | 19,787           | [ 京成 2 ]       | 9,873            | [ 京成 2 ]       |
| 2020年（令和02年） | 14,040           | [ 京成 3 ]       | 7,006            | [ 京成 3 ]       |
| 2021年（令和03年） | 14,676           | [ 京成 4 ]       | 7,326            | [ 京成 4 ]       |
| 2022年（令和04年） | 15,801           | [ 京成 5 ]       | 7,887            | [ 京成 5 ]       |
| 2023年（令和05年） | 16,549           | [ 京成 6 ]       | 8,268            | [ 京成 6 ]       |
| 2024年（令和06年） | 16,825           | [ 京成 1 ]       | 8,396            | [ 京成 1 ]       |

## 駅周辺

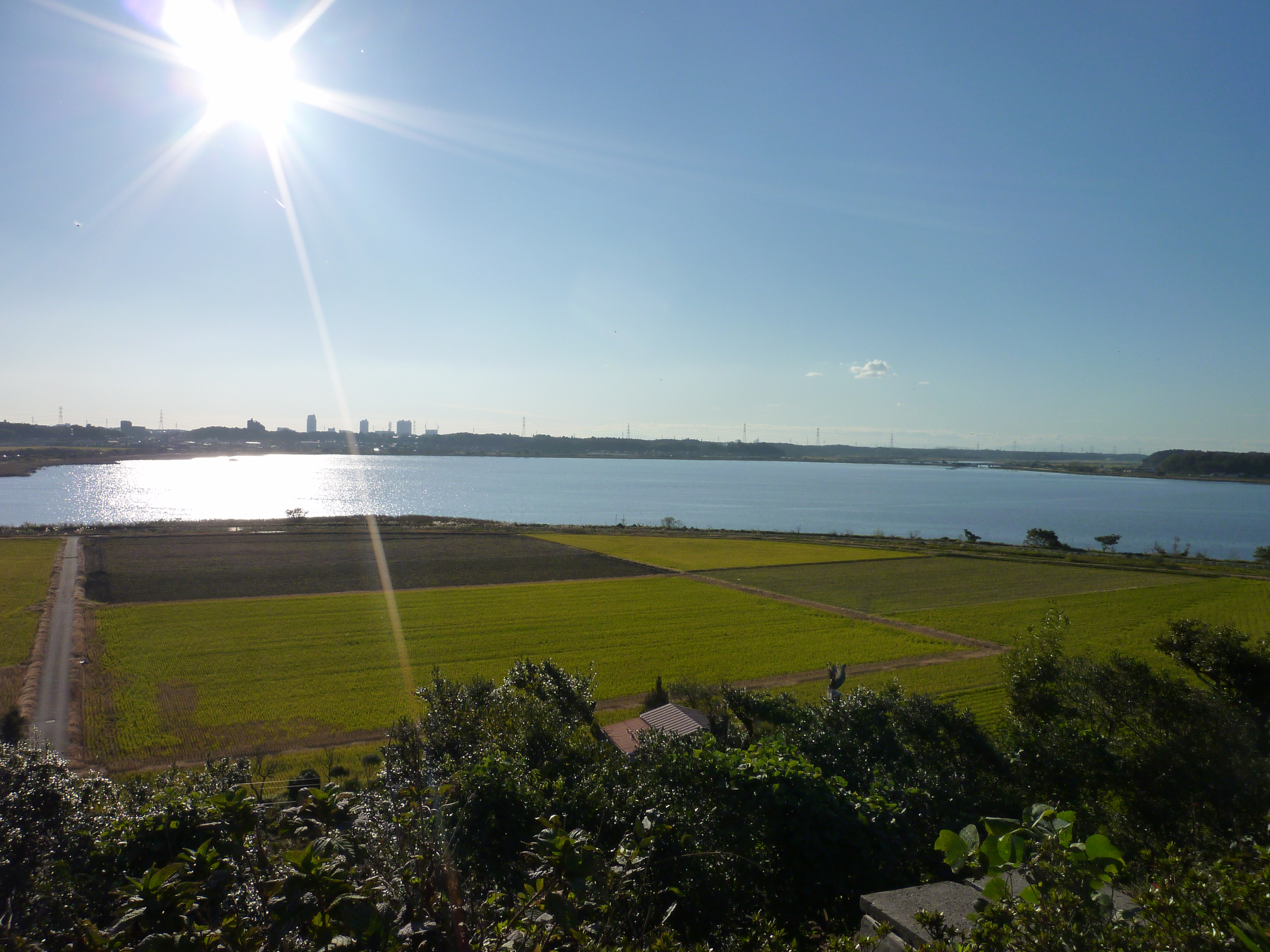
印旛沼（西印旛沼）

駅周辺は市の路上喫煙禁止区域に指定されている。駅北口側には国道296号、駅東側には千葉県道64号千葉臼井印西線（佐倉街道）が通っている。駅北口側には、印旛沼（西印旛沼）があり、駅西側には手繰川が流れる。

### 北口
- 佐倉市立臼井西中学校
- 佐倉市立臼井小学校
- 佐倉市立臼井保育園
- 佐倉稲荷台郵便局
- 臼井郵便局
- マルエイ 佐倉店
- タイヨー 佐倉店
- 臼井城址公園
- 上座総合公園（市民プール・運動広場・交通公園など）
- 宿内公園（たんぽぽの丘）

### 南口
- 佐倉警察署 臼井交番

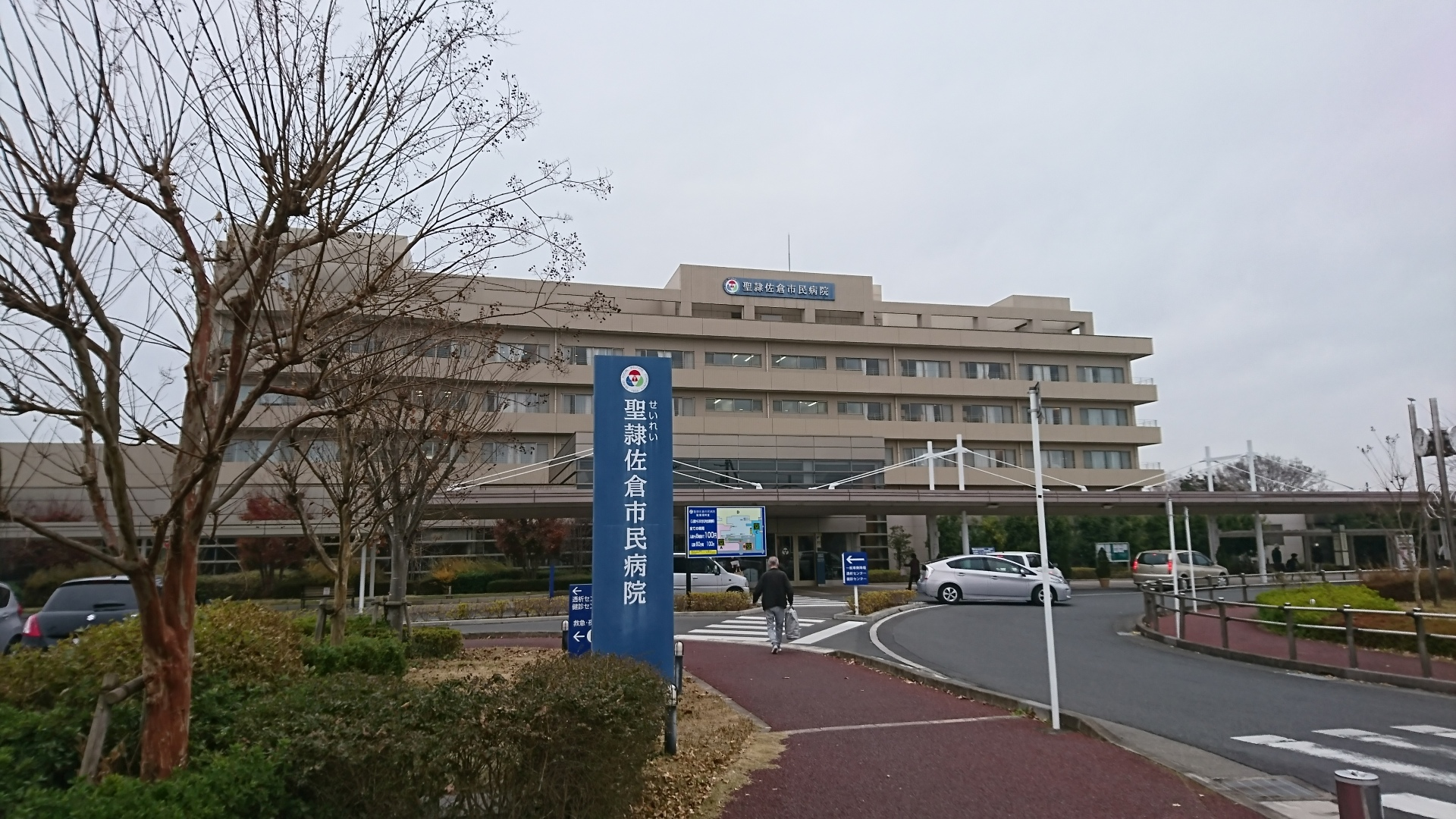
聖隷佐倉市民病院

- 佐倉市八街市酒々井町消防組合消防本部 佐倉消防署臼井出張所
- 佐倉市民音楽ホール（佐倉混声合唱団拠点）
  - 佐倉市役所 臼井・千代田出張所
  - 佐倉市臼井公民館
- 佐倉市立臼井中学校
- 佐倉市立臼井南中学校
- 佐倉市立間野台小学校
- 佐倉市立王子台小学校
- 聖隷佐倉市民病院
- 佐倉王子台郵便局
- 佐倉染井野郵便局
- 千葉銀行 うすい支店
- 京葉銀行 うすい支店
- 東京東信用金庫 臼井支店
- JA千葉みらい 佐倉西支店
- 大和証券 うすい支店
- レイクピアウスイ 
  - 臼井観光案内所
  - イオン臼井店
    - イオンバイク
    - セリア イオン臼井店

  - レイクピアウスイ専門店
    - メガネの愛眼 臼井店
    - サブウェイ レイクピア臼井店
    - ロッテリア 臼井レイクピア
- ザ・マーケットプレイス佐倉
  - ヤオコー 佐倉染井野店
  - マツモトキヨシ ザ・マーケットプレイス佐倉店
  - ザ・ダイソー ザ・マーケットプレイス佐倉店
  - しまむら 染井野店
- くすりの福太郎 臼井駅前店
- ウエルシア薬局
  - 佐倉王子台店
  - 佐倉染井野店
- カワチ薬品 そめい野店
- ブックオフ・ハードオフ 佐倉王子台店
- TSUTAYA 王子台店
- 七井戸公園

## バス路線
| のりば         | のりば         | 系統                                       | 主要経由地                                             | 行先               | 運行会社                                             | 備考          |
| -------------- | -------------- | ------------------------------------------ | ------------------------------------------------------ | ------------------ | ---------------------------------------------------- | ------------- |
| 臼井駅（北口） | 臼井駅（北口） | 宗像路線                                   | 岩戸・吉田宮前・鎌刈・日医大病院・印旛日本医大駅       | 印西牧の原駅       | 大成交通                                             |               |
| 臼井駅（北口） | 臼井駅（北口） | 宗像路線                                   | 岩戸・鎌苅・日医大病院・印旛日本医大駅                 | 印西牧の原駅       | 大成交通                                             |               |
| 臼井駅（北口） | 臼井駅（北口） | 宗像路線                                   | 師戸改善センター・造谷橋・印西牧の原駅・印旛日本医大駅 | 日医大病院         | 大成交通                                             |               |
| 臼井駅（北口） | 臼井駅（北口） | 八幡台循環線（はっちまん）                 | 船戸・八幡台会館                                       | 八幡台団地⇔臼井駅  | 京成タクシーイースト                                 |               |
| 臼井駅（南口） | 1              | 染井野線                                   | 地区センター                                           | 染井野南           | 京成バス千葉イースト                                 |               |
| 臼井駅（南口） | 1              | 染井野線                                   | 地区センター・染井野小学校                             | 染井野循環⇔臼井駅  | 京成バス千葉イースト                                 |               |
| 臼井駅（南口） | 2              | 臼井線                                     | 内黒田入口                                             | 四街道駅           | 京成バス千葉イースト                                 |               |
| 臼井駅（南口） | 3              | 臼井線                                     | 聖隷佐倉市民病院（一部便のみ）                         | 田町車庫           | 京成バス千葉イースト                                 |               |
| 臼井駅（南口） | 3              | 臼井線                                     | 聖隷佐倉市民病院（一部便のみ）・田町車庫               | 京成佐倉駅         | 京成バス千葉イースト                                 |               |
| 臼井駅（南口） | 3              | 臼井線                                     | 聖隷佐倉市民病院・田町車庫・京成佐倉駅                 | JR佐倉駅           | 京成バス千葉イースト                                 | 平日朝1本のみ |
| 臼井駅（南口） | 4              | 臼井線                                     | 東邦大佐倉病院                                         | 志津駅南口         | 京成バス千葉イースト                                 |               |
| 臼井駅（南口） | 4              | 寺崎線                                     | 臼井南中学校・寺崎北                                   | JR佐倉駅           | 京成バス千葉イースト                                 |               |
| 臼井駅（南口） | 4              | マイタウン・ダイレクトバス(高速バス)       | 東京駅(八重洲口)・国際展示場駅（平日のみ）             | 東雲車庫           | 京成バス千葉イースト                                 |               |
| 臼井駅（南口） | 4              | 佐倉市コミュニティバス(畔田・下志津ルート) | 畔田・東邦大佐倉病院                                   | ユーカリが丘駅南口 | (佐倉市コミュニティバス(京成バス千葉イーストが受託)) |               |
| 臼井駅（南口） | 4              | 佐倉市コミュニティバス(飯重・寺崎ルート)   | 住吉神社・地区センター                                 | JR佐倉駅北口       | (佐倉市コミュニティバス(京成バス千葉イーストが受託)) |               |

## 付記
- 臼井は長嶋茂雄やBUMP OF CHICKENの出身地である。長嶋は高校時代には通学で当駅から京成佐倉駅までを利用していた[4]。このため、北口・南口の各駅前広場には「ようこそ 長嶋茂雄さんのふるさと 佐倉市臼井へ」というモニュメントが設置されている。また、BUMP OF CHICKENも「Small World」など、楽曲のミュージックビデオ撮影で駅舎等を使用している。
- 「京成」が付かない単なる「臼井駅」は福岡県嘉穂郡碓井町（現・嘉麻市）のJR九州上山田線に所在したが、同線が1988年9月1日に廃止されたため存在しなくなり、当駅が国内で唯一「臼井」と名乗る駅名となった。

## 隣の駅
京成電鉄
 本線
■快速特急・■特急
通過
■通勤特急・■快速・■普通
ユーカリが丘駅 (KS33) - 京成臼井駅 (KS34) - 京成佐倉駅 (KS35)
ただし周辺での花火大会等によっては特急が停車する
当駅から京成佐倉駅の区間は5.3キロメートルと離れており、約6分かかる。成田以遠成田空港周辺の区間を除けば本線では最も長い。